# Wielopole Skrzyńskie
Pour les articles homonymes, voir Wielopole.
Wielopole Skrzyńskie est une localité polonaise, siège de la gmina de Wielopole Skrzyńskie, située dans le powiat de Ropczyce-Sędziszów en voïvodie des Basses-Carpates.